# Lista de selos de Portugal Colónias - Açores
A categoria Portugal Colónias - Açores inclui todas as emissões próprias dos Açores como território de Portugal, desde o período da Monarquia até à última emissão, já na República, em 1930.
| 1868 - Açores - D. Luís I, fita curva, não denteado - Açores - D. Luís I, fita curva, denteado 1871 - Açores - D. Luís I, fita direita (1876) 1876 - Açores - Jornaes (1876) 1879 - Açores - D. Luís I, fita direita, novas cores 1880 - Açores - D. Luís I, de perfil (1880) 1882 - Açores - D. Luís I, de frente (1882) - Açores - D. Luís I, fita direita (1882) - Açores - Jornaes (1882) - Açores - D. Luís I, de perfil (1882) - Açores - D. Luís I, de frente, novo (1882) 1885 - Açores - Taxa de Telegramas - Açores - D. Luís I, de frente (1885) - Açores - D. Luís I, fita direita , novas cores e valores 1894 - Açores - 5.º Centenário do Nascimento do Infante D. Henrique 1895 - Açores - 7.º Centenário do Nascimento de S. António 1898 - Açores - 4.º Centenário do Descobrimento do Caminho Marítimo para a Índia 1906 - Açores - D. Carlos I 1910 - Açores - D. Manuel II 1911 - Açores - D. Manuel II, com sobrecarga "República" - Açores - 4.º Cent. Desc. do Caminho Marítimo para a Índia, com sobrecarga "República" - Açores - 4.º Cent. Desc. do Caminho Marítimo para a Índia, sobre selos Porteados 1912 - Açores - Ceres (1912) 1918 - Açores - Ceres (1918) 1921 - Açores - Ceres (1921) 1923 - Açores - Ceres (1923) 1924 - Açores - Ceres (1924) 1925 - Açores - Centenário do Nascimento de Camilo Castelo Branco 1926 - Açores - Independência de Portugal (1.ª Emissão) 1927 - Açores - Independência de Portugal (2.ª Emissão) 1928 - Açores - Independência de Portugal (3.ª Emissão) 1929 - Açores - Ceres (1929) - Açores - Ceres, emissão Londres (1929) 1930 - Açores - Ceres (1930) |